# Alsómicsinye
Alsómicsinye (szlovákul Dolná Mičiná) község Szlovákiában, a Besztercebányai kerület Besztercebányai járásában.

## Fekvése
Besztercebányától 10 km-re délkeletre található.

## Története
Területe már a korai kőkorszakban lakott volt, ezt bizonyítják az ebből az időszakból előkerült cseréptöredékek.
A falu a 14. század második felében keletkezett, első említése 1402-ből való „Alsowfalu” néven. 1565-ben „Mychyna”, 1572-ben „Also Mykefalwa” néven tűnik fel a forrásokban. Kezdetben a Micsinyei, később a Beniczky család birtoka volt. Lakói főként mezőgazdasággal foglalkoztak. 16. századi várkastélyát 1667-ben bővítették, majd a 18. században harmadik szintet és kápolnát építettek hozzá.
A 18. század végén Vályi András így ír róla: „Alsó, és Felső Micsinye. Két tót falu Zólyom Várm. földes Ura Beniczky Uraság, lakosaik katolikusok, az Alsó Felsőnek filiája, földgyeik némelly helyett soványosak, hegyesek, legelőjök elég van, híres marha kereskedés folytatnak, fájok mind a’ két féle, piatzozások Zólyomban egy mértföldnyire.”
A falunak 1828-ban 92 háza és 490 lakosa volt, akik mezőgazdasággal, állattartással, szövéssel foglalkoztak.
Fényes Elek 1851-ben kiadott geográfiai szótárában így ír a faluról: „Alsó-Micsinye, tót falu, Zólyom vmegyében; Beszterczéhez délkeletre, 5 fertály órányira: 64 kath., 426 evang. lak.”
A 20. század elején Badinyi Lajos birtoka volt. A trianoni diktátumig Zólyom vármegye Besztercebányai járásához tartozott.
Várkastélya a második világháborúban súlyosan megrongálódott, romos állapotban van.

## Népessége
| Év:            | 1994. | 2004.    | 2014.   | 2024.    |
| -------------- | ----- | -------- | ------- | -------- |
| Emberek száma: | 322   | 362      | 392     | 520      |
| Eltérés:       |       | +12,42 % | +8,28 % | +32,65 % |

| Év:            | 2023. | 2024.   |
| -------------- | ----- | ------- |
| Emberek száma: | 516   | 520     |
| Eltérés:       |       | +0,77 % |

1880-ban 362-en lakták, ebből 3 magyar és 339 szlovák anyanyelvű.
1890-ben 351 lakosából 341 szlovák, 1 német, 9 egyéb anyanyelvű; ebből 317 evangélikus, 33 római katolikus és 1 izraelita vallású volt.
1900-ban 372 lakosából 365 szlovák anyanyelvű volt.
1910-ben 361-en lakták, ebből 2 magyar, 15 egyéb és 344 szlovák anyanyelvű.
1921-ben 339 lakosából 338 csehszlovák volt.
1930-ban 323 lakosából 318 csehszlovák volt.
1991-ben 326 lakosából 309 szlovák és 17 cigány volt.
2001-ben 340 lakosából 337 szlovák és 2 cseh volt.
2011-ben 367 lakosából 347 szlovák és 3 cseh.

## Nevezetességei
- Beniczky-várkastély (16. század második fele).
- A falutól délre ásványvízforrás található.

## Híres emberek
- Itt született Beniczky Lajos 48-as honvéd ezredes, kormánybiztos, az 1848–49-es szabadságharc utáni magyar függetlenségi szervezkedések egyik vezetője.
- Itt született 1828-ban Beniczky Irma írónő.
- Itt született 1838-ban Beniczky Emil költő.